# Andrea Belicchi

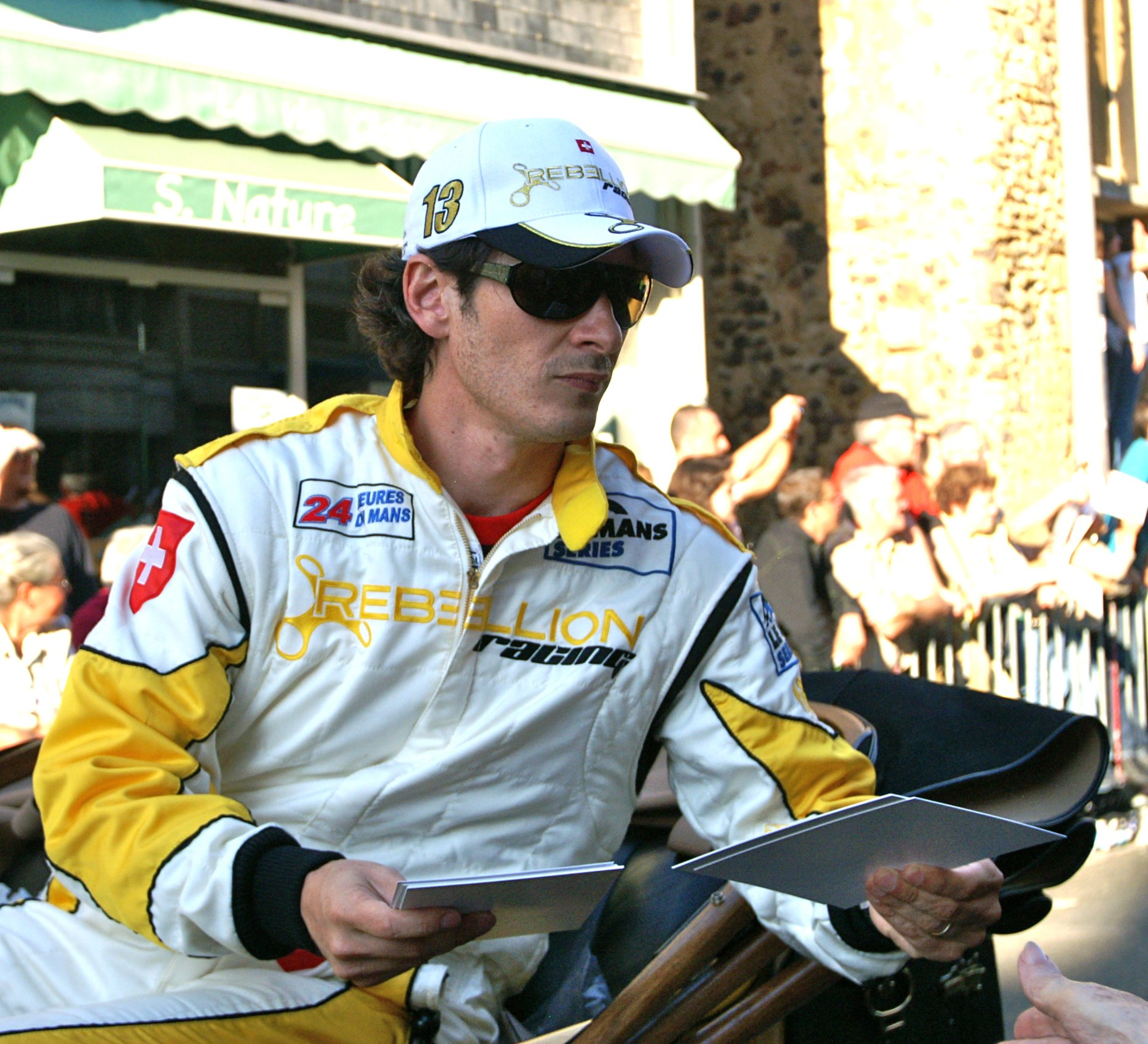
Andrea Belicchi tijdens de 24 uur van Le Mans in 2010.

Andrea Belicchi (Parma, 18 december 1975) is een Italiaans autocoureur.

## Carrière
In 1998 won Belicchi de Renault Sport Spider Elf Trophy met Lukoil Racing. In 2002 won hij het Russische Formule 3-kampioenschap en in 2003 het Finse Formule 3-kampioenschap met hetzelfde team. Ook nam hij deel aan de Italiaanse Formule 3000 en de Formule Renault V6 Eurocup voordat hij overstapte naar de sportwagens.
In 2006 werd Belicchi samen met Stefano Zonca kampioen in de GTS-klasse van de International GT Open. Dat jaar won hij ook de GT2-klasse van de 1000 kilometer van de Nürburgring in een GPC Ferrari. In 2007 reed hij een Spyker in de GT2-klasse van de Le Mans Series. In 2008 stapte hij over naar de LMP2-klasse en werd tweede in deze klasse in de 1000 kilometer van Catalunya. In 2009 stapte hij over naar de LMP1-klasse, waar hij tweede werd in de 1000 kilometer van Silverstone.
In 2010 stapte Belicchi binnen de Le Mans Series over naar het team Rebellion Racing. In een Lola-Judd werd hij derde in de 8 uur van Le Castellet. Nadat in 2011 diverse teams overstapten naar de Intercontinental Le Mans Cup, eindigde Belicchi nog tweemaal als tweede samen met Jean-Christophe Boullion en eindigde uiteindelijk als tweede in zijn klasse.
Nadat de LMP1-klasse in 2012 werd gehouden in het FIA World Endurance Championship, verhuisden Belicchi en Rebellion mee naar dit kampioenschap, waar zij in een Lola-Toyota reden samen met Harold Primat. Met twee vierde plaatsen op Silverstone en het Shanghai International Circuit werd hij zestiende in het kampioenschap. In 2013 behaalde hij een derde plaats op de Fuji Speedway en een vierde plaats in Shanghai. In 2014 werd hij zesde op het Bahrain International Circuit en achtste in Shanghai. Met drie overwinningen in hun klasse werden Belicchi, Dominik Kraihamer en Fabio Leimer dat jaar tweede in de privé-LMP1-klasse, achter hun teamgenoten Mathias Beche, Nick Heidfeld en Nicolas Prost.
In 2015 maakte Belicchi de overstap naar de toerwagens, waarbij hij zijn debuut maakte in de nieuwe TCR International Series voor Target Competition in een Seat León Cup Racer. Hij won de vierde race van het kampioenschap in Shanghai en ondanks dat hij hierna geen races meer won, behaalde hij wel vijf podiumplaatsen om als zesde in het kampioenschap te eindigen.